# Daphne (Strauss)
Daphne – Bukolische Tragödie in einem Aufzug (en català, Daphne, tragèdia bucòlica en un acte, op. 82, TrV 272) és una òpera en un acte amb música de Richard Strauss i llibret en alemany de Joseph Gregor, basada en el mite de Dafne de Les Metamorfosis d'Ovidi. Es va estrenar el 15 d'octubre de 1938 a la Semperoper de Dresden, dirigida per Karl Böhm, a qui va ser dedicada l'òpera.

## Representacions

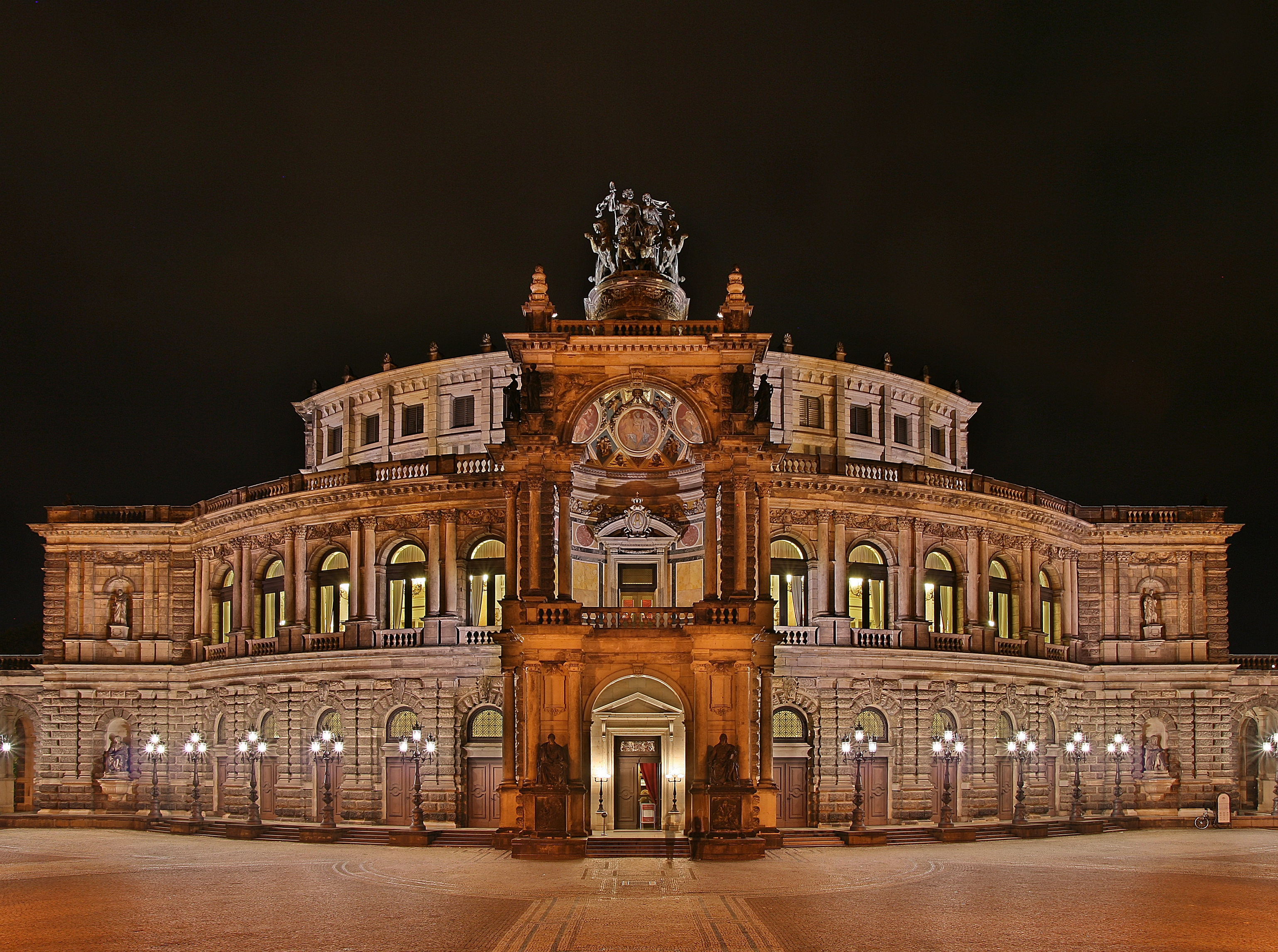
La Semperoper

La primera representació de l'òpera va tenir lloc a la Semperoper de Dresden el 15 d'octubre de 1938. Originalment, estava pensat com una doble factura amb Friedenstag del mateix compositor, però a mesura que l'escala de Daphne creixia, aquesta idea es va abandonar. El director de la primera representació va ser Karl Böhm, a qui va ser dedicada l'òpera. L'estrena de l'òpera als Estats Units es va representar el 10 d'octubre de 1960 en una versió concert al Town Hall de Manhattan amb Gloria Davy en el paper principal, Florence Kopleff com a Gaea, Robert Nagy com a Leukippos, Jon Crain com a Apol·lo, Lawrence Davidson com a Peneios, i The Little Orchestra Society sota la direcció de Thomas Scherman.

## Rols
| Rol                   | Tipus de veu         | Estrena repartiment, 15 d'octubre de 1938 (Director: Karl Böhm) |
| --------------------- | -------------------- | --------------------------------------------------------------- |
| Peneios, un pescador  | baix                 | Sven Nilsson                                                    |
| Gea, la seva dona     | contralto            | Helene Jung                                                     |
| Daphne, la seva filla | soprano              | Margarete Teschemacher                                          |
| Leukippos, un pastor  | tenor                | Martin Kremer                                                   |
| Apol·lo               | tenor                | Torsten Ralf                                                    |
| Quatre pastors        | baríton, tenor, baix | Arno Schellenberg, Heinrich Tessmer, Hans Löbel, Erich Händel   |
| Dues minyones         | sopranos             | Angela Kolniak, Marta Rohs                                      |

## Argument
La noia casta Daphne canta un himne de lloança a la natura. Li encanta la llum del sol com els arbres i les flors, però no li interessa el romanç humà. No pot tornar l'amor del seu amic de la infància Leukippos, i es nega a posar-se la roba cerimonial per a la propera festa de Dionís, deixant Leukippos amb el vestit que ha rebutjat.
El pare de Dafne, Peneios, diu als seus amics que està segur que els déus aviat tornaran entre els homes. Aconsella preparar un banquet per donar la benvinguda a Apol·lo. Just aleshores apareix un misteriós ramader. Peneios envia a buscar Daphne perquè cuidi el visitant.
L'estrany pastor li diu a Daphne que l'ha vist des del seu carro, i li repeteix frases de l'himne a la natura que havia cantat abans. Li promet que no s'ha de separar mai del sol, i ella accepta la seva abraçada. Però quan ell comença a parlar d'amor, ella s'espanta i se'n va.
A la festa de Dionisi, Leukippos es troba entre les dones que porten el vestit de Daphne, i la convida a ballar. Creient que és una dona, ella accepta, però l'estrany pastor atura el ball amb un tro i diu que l'han enganyada. Daphne respon que tant Leukippos com el desconegut estan disfressats, i el desconegut es revela com Apol·lo, el déu del sol. Daphne rebutja els dos pretendents, i Apol·lo llença una fletxa a Leukippos.
Daphne plora amb el moribund Leukippos. Apol·lo està ple de penediment. Li demana a Zeus que li doni una nova vida a Daphne en forma d'un dels arbres que estima. Daphne es transforma i s'alegra de la seva unió amb la natura. Aquesta escena de transformació, la metamorfosi, és opulentament platejada per la secció de corda.

## Enregistraments
- Karl Böhm — Maria Reining, Anton Dermota, Friedrich, Alsen, Viena 1944.
- Erich Kleiber — Rose Bampton, Ludwig Weber, Anton Dermota, Set Svanholm (1948, en viu, Teatro Colón).
- Karl Böhm — Hilde Güden, James King, Fritz Wunderlich, Paul Schloffler (1964).
- Bernard Haitink — Lucia Popp, Peter Schreier, Reiner Goldberg, Kurt Moll (1984).
- Semyon Bychkov — Renée Fleming, Johan Botha, Michael Schade (2005).
- Stefan Reck — June Anderson, Roberto Sacca, Scott McAllister (2005, La Fenice, 2005).